# Igreja Evangélica Fluminense

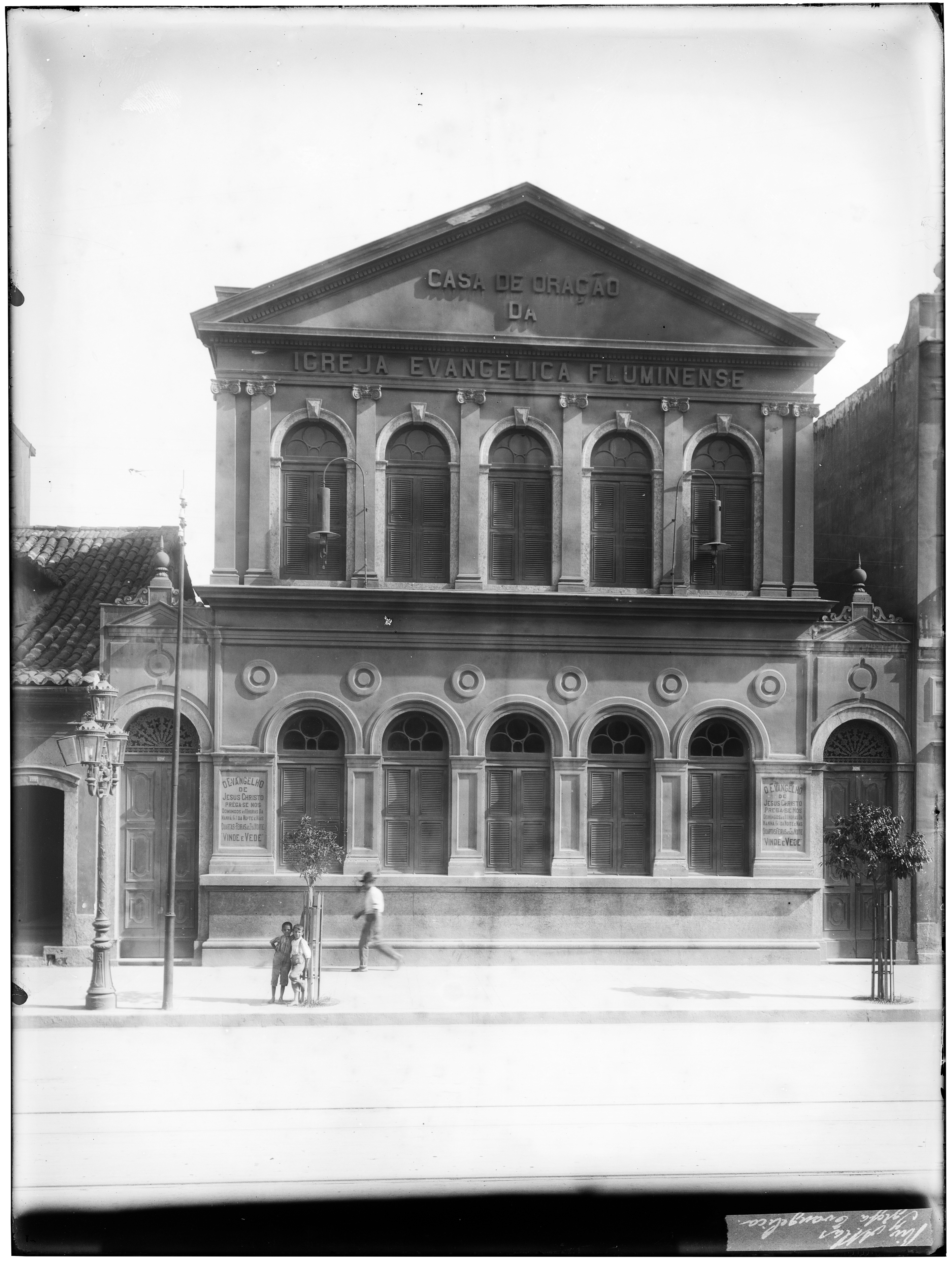
Sede da Casa de oração, c.1890

A Igreja Evangélica Fluminense é a primeira congregação protestante brasileira a cultuar em Português. Localizada no Centro do Rio de Janeiro, tem suas programações as segundas 19 horas, quartas também às 19, e domingos às 09 da manhã e às 18 horas.
Fundada em 11 de julho de 1858 pelo médico-missionário escocês de origem presbiteriana Robert Reid Kalley e sua esposa Sarah Poulton Kalley, que chegaram ao Brasil em 1855. Foi organizada com 14 membros, sendo batizado naquele dia o primeiro brasileiro Pedro Nolasco de Andrade. Dela partiram vários missionários congregacionais no Brasil.
Kalley voltou para a Escócia em 10 de julho de 1876. Foi sucedido por João Manoel Gonçalves dos Santos no pastorado da Igreja Evangélica Fluminense e elaborou uma súmula doutrinária composta por 28 artigos conhecida como Breve Exposição das Doutrinas Fundamentais do Cristianismo.
É afiliada à União das Igrejas Evangélicas Congregacionais do Brasil.